# Melecio IV Metaxakis
Melecio IV Metaxakis, (Grecia, (¿?) – Alejandría,  28 de julio de 1935) Patriarca de Constantinopla de 1921 a 1923.
Obispo ortodoxo de Chipre hasta que, el 21 de marzo de 1918, fue elegido Metropolitano de Atenas, dignidad que ocupó hasta que en 1920 fue depuesto por el rey Constantino I al recuperar el trono griego.
Fue elegido Patriarca Ecuménico de Constantinopla el 8 de diciembre de 1921, y permaneció en dicho cargo hasta el 23 de septiembre de 1923, fecha en que la que renunció debido a la derrota militar griega en Asia Menor.
El 20 de mayo de 1926 fue elegido Patriarca de Alejandría, ocupando dicho cargo hasta su muerte, el 28 de julio de 1935.
El nombre Melecio viene del Griego que significa cuidadoso y atento.